# Vlahovići (Kolašin)
Pour les articles homonymes, voir Vlahovići.
Vlahovići (en serbe cyrillique : Влаховићи) est un village du centre du Monténégro, dans la municipalité de Kolašin.

## Démographie

### Évolution historique de la population
| 1948 | 1953 | 1961 | 1971 | 1981 | 1991 | 2003 |
| ---- | ---- | ---- | ---- | ---- | ---- | ---- |
| 223  | 314  | 350  | 330  | 264  | 158  | 139  |